# Crystalis
Crystalis, conosciuto originariamente in Giappone con il titolo God Slayer: Haruka tenkū no sonata (ゴッド・スレイヤー はるか天空のソナタ?, Goddo Sureiyā: Haruka tenkū no sonata, lett. "God Slayer: Sonata del cielo lontano"), è un videogioco di ruolo d'azione sviluppato e pubblicato nel 1990 da SNK per Nintendo Entertainment System in Giappone.
Un port del gioco per Game Boy Color è stato sviluppato da Nintendo Software Technology e pubblicato da Nintendo nel 2000.
Il protagonista, un giovane mago privo di memoria, si risveglia da un sonno criogenico dopo una guerra nucleare avvenuta nel 1997. Con l’aiuto di quattro saggi e una donna misteriosa, affronta l’Impero Draygoniano per salvare l’umanità da una nuova catastrofe. La versione originale per NES è stata ripubblicata nella SNK 40th Anniversary Collection su Nintendo Switch, PlayStation 4, Windows e Xbox One.

## Trama

### Ambientazione
Crystalis è ambientato in un mondo post-apocalittico, nell'anno 2097, cento anni dopo il cosiddetto "END DAY", avvenuto il 1º ottobre 1997, quando una guerra termonucleare globale ha portato il pianeta alla rovina. La civiltà, ormai regredita a un’esistenza di tipo medievale, è popolata da creature mutate e ostili. In seguito alla catastrofe, la scienza e la tecnologia avanzata sono state abbandonate in favore dello studio della magia.
Per prevenire ulteriori cataclismi, i sopravvissuti hanno costruito una misteriosa torre fluttuante, la cui funzione è impedire il ripetersi della distruzione, poiché al suo interno si celano sistemi d’arma in grado di controllare il mondo intero. Tuttavia, un uomo noto come Draygon ha riscoperto e combinato le conoscenze scientifiche proibite con il potere della magia. Grazie a queste capacità, è riuscito a ricostruire l’ultima forza militare rimasta e mira a conquistare ciò che resta del pianeta, tentando di impadronirsi della torre.
Il protagonista si risveglia da uno stato di criosonno, privo di memoria. Guidato da quattro saggi, scopre gradualmente che il mondo è minacciato dall’Impero di Draygonia, responsabile del caos dilagante. Armato della Spada del Vento, il protagonista parte alla ricerca di Mesia, un’altra sopravvissuta del suo tempo, con l’obiettivo di unire le quattro spade elementali (Vento, Fuoco, Acqua e Tuono) per forgiare l’arma leggendaria nota come Crystalis. Insieme, i due dovranno sventare i piani di Draygon e impedirgli di sfruttare il potere distruttivo della torre.

### Personaggi
Il protagonista, un giovane anonimo (chiamato "SNK" nella versione per NES e "Simea" in quella per Game Boy Color), è uno scienziato ibernato insieme a Mesia per essere risvegliato solo in caso di emergenza, qualora la torre si fosse riattivata. Durante la sua avventura è aiutato da quattro saggi: Zebu, Tornel, Asina e Kensu, che lo istruiscono sull’uso della magia e lo guidano nel corso della missione. Tramite l’incantesimo di telepatia, è possibile contattarli in ogni momento per ricevere consigli. Nella versione per Game Boy Color, ciascun saggio è responsabile della creazione di una delle quattro spade elementali: Zebu per il Vento, Tornel per il Fuoco, Asina per l’Acqua e Kensu per il Tuono. Questa informazione non è presente nella versione originale per NES.
Tra gli antagonisti principali vi sono i "Quattro dell’Impero Draygonia", un gruppo di boss ricorrenti composto dal generale Kelbesque, dalla strega Sabera, dallo spadaccino Mado e dal mago Karmine. Ciascuno possiede una specifica debolezza elementale e, ad eccezione di Karmine, viene affrontato due volte nel corso del gioco. Il vero antagonista è l’imperatore Draygon, che rappresenta la fonte del male in Crystalis. Dopo aver sconfitto la sua forma illusoria, il protagonista affronta la sua vera incarnazione, simile a un drago, prima di entrare nella torre per lo scontro finale contro una macchina chiamata DYNA.

## Modalità di gioco
Crystalis è un videogioco di ruolo d'azione con visuale dall'alto, in cui il personaggio controllato dal giocatore può muoversi in otto direzioni utilizzando il control pad. Un pulsante è dedicato all'attacco con la spada, mentre un secondo consente di utilizzare poteri magici o oggetti selezionati dall'inventario.
Attraverso i tasti "start" e "select" si accede rispettivamente alla schermata di stato e al menu dell'inventario. Il personaggio può inoltre equipaggiare diverse armature e scudi, e accumulando punti esperienza sconfiggendo nemici, aumenta di livello migliorando salute, difesa e potenza d'attacco.
Il sistema di combattimento si basa principalmente sull'uso di quattro spade elementali ottenute durante il gioco (una quinta spada, chiamata Crystalis, si ottiene nel dungeon finale). Ogni spada consente sia attacchi ravvicinati sia colpi caricati che generano proiettili elementali a distanza. Gli elementi rappresentati sono vento, fuoco, acqua e tuono, ciascuno più efficace in determinate situazioni.
Oltre al combattimento, le spade elementali permettono anche di superare ostacoli ambientali: ad esempio, la spada dell'acqua consente di creare ponti di ghiaccio su corsi d'acqua poco profondi. Alcuni nemici sono immuni a determinati elementi e possono essere sconfitti solo con l'elemento opposto, come nel caso delle creature di ghiaccio vulnerabili al fuoco. Inoltre, per sconfiggere determinati boss è necessario aver raggiunto un livello minimo, anche utilizzando l'arma giusta. Il giocatore può anche eseguire salti per superare nemici, alcuni dei quali sono in grado di trasformarsi in pozze per evitare gli attacchi diretti.

## Sviluppo e pubblicazione
Alcuni personaggi di Crystalis rappresentano dei richiami a personaggi precedenti della SNK, successivamente apparsi nella serie di The King of Fighters. In particolare, gli ultimi due saggi incontrati nel gioco, Kensu e Asina, sono ispirati rispettivamente a Kensou Sie e Athena Asamiya, protagonisti del videogioco arcade Psycho Soldier. Nella serie The King of Fighters, Kensou è noto per la sua ossessione nei confronti di Athena, un tratto caratteriale che si riflette già in Crystalis, suggerendo un legame concettuale tra i due universi narrativi.
Il gioco fu inizialmente pubblicato in Giappone il 13 aprile 1990 e successivamente in Nord America nel mese di luglio.

### Versione per Game Boy Color
Quasi dieci anni dopo l'uscita originale, Nintendo, con licenza da SNK, ripubblicò Crystalis per il Game Boy Color il 26 giugno 2000. Questa versione presentò diverse modifiche significative, a partire dalla sequenza introduttiva, che differiva dalla versione NES. Inoltre, la natura e lo scopo della Torre furono sostanzialmente cambiati: in questa versione, la Torre divenne un'arma creata dal principale antagonista del gioco, e il protagonista fu elevato al rango di eroe di una profezia antica, destinato a salvare il mondo.
Altre modifiche importanti includono una colonna sonora quasi completamente nuova, una diversa traduzione dei testi (ad esempio, Draygon divenne Dragonia, come nella versione giapponese) e una riscrittura di alcuni eventi e dialoghi, come quelli relativi al corpo di Kensu e al villaggio dei Nani. La versione per Game Boy Color include anche un diverso finale: nella versione originale, dopo aver sconfitto le due forme di Draygon nella piramide, un personaggio di nome Azteca muore, e i giocatori si dirigono verso la Torre volante per affrontare l'ultimo boss, DYNA, il computer che controlla la Torre. Nella versione per Game Boy Color, i giocatori si recano direttamente nella Torre volante (che è stata ridotta rispetto all'originale). Una volta all'interno, affrontano DYNA e poi le due forme di Draygon, con la morte di Azteca che è stata eliminata dalla trama. Inoltre, è stata aggiunta una voce digitale che annuncia il nome di ogni spada al momento della sua scoperta.
Diversamente dalla versione originale, i nemici nella versione per Game Boy Color non sono più immuni a determinate spade elementali. La risoluzione inferiore dello schermo del Game Boy Color, rispetto a quella della NES, comporta un campo visivo ridotto, rendendo la versione per Game Boy Color più difficile. Alcuni nemici ora possono attaccare il giocatore da fuori schermo.

### SNK 40th Anniversary Collection
Nel novembre 2018, SNK ha ripubblicato Crystalis per la Nintendo Switch come parte della SNK 40th Anniversary Collection. Questa raccolta, che includeva Crystalis, è stata pubblicata nel 2019 anche per PlayStation 4 il 19 marzo, per Xbox One il 2 maggio, e per Steam il 7 giugno. La versione per PlayStation 4, Xbox One e Steam segna la prima volta in cui Crystalis, un gioco originariamente esclusivo per la NES, è stato ufficialmente reso disponibile su piattaforme non Nintendo.

## Accoglienza
La versione originale per NES di Crystalis è stata lodata per la grafica avanzata, la colonna sonora di alta qualità e la trama ben strutturata. Il sito Switch RPG ha sottolineato che Crystalis presenta una delle migliori colonne sonore dell'era NES. I critici hanno notato anche le forti somiglianze tra il gioco e l'anime di Hayao Miyazaki, Nausicaä della Valle del Vento. Tuttavia, la critica principale riguardava il gameplay ripetitivo, poiché molti nemici potevano essere sconfitti semplicemente premendo ripetutamente un pulsante. Inoltre, RPGFan ha segnalato problemi con il sistema di rilevamento delle collisioni. IGN ha classificato Crystalis al 42º posto nella sua lista dei "Top 100 NES Games".
La rivista giapponese Famitsu ha assegnato al gioco un punteggio di 28 su 40, paragonandolo a Ys e The Legend of Zelda. Nel dicembre del 2005, Nintendo Power ha posizionato la versione NES di Crystalis al 115º posto nella lista delle 200 migliori giochi mai apparsi su una console Nintendo, la "NP Top 200".